# ルディ・シモン

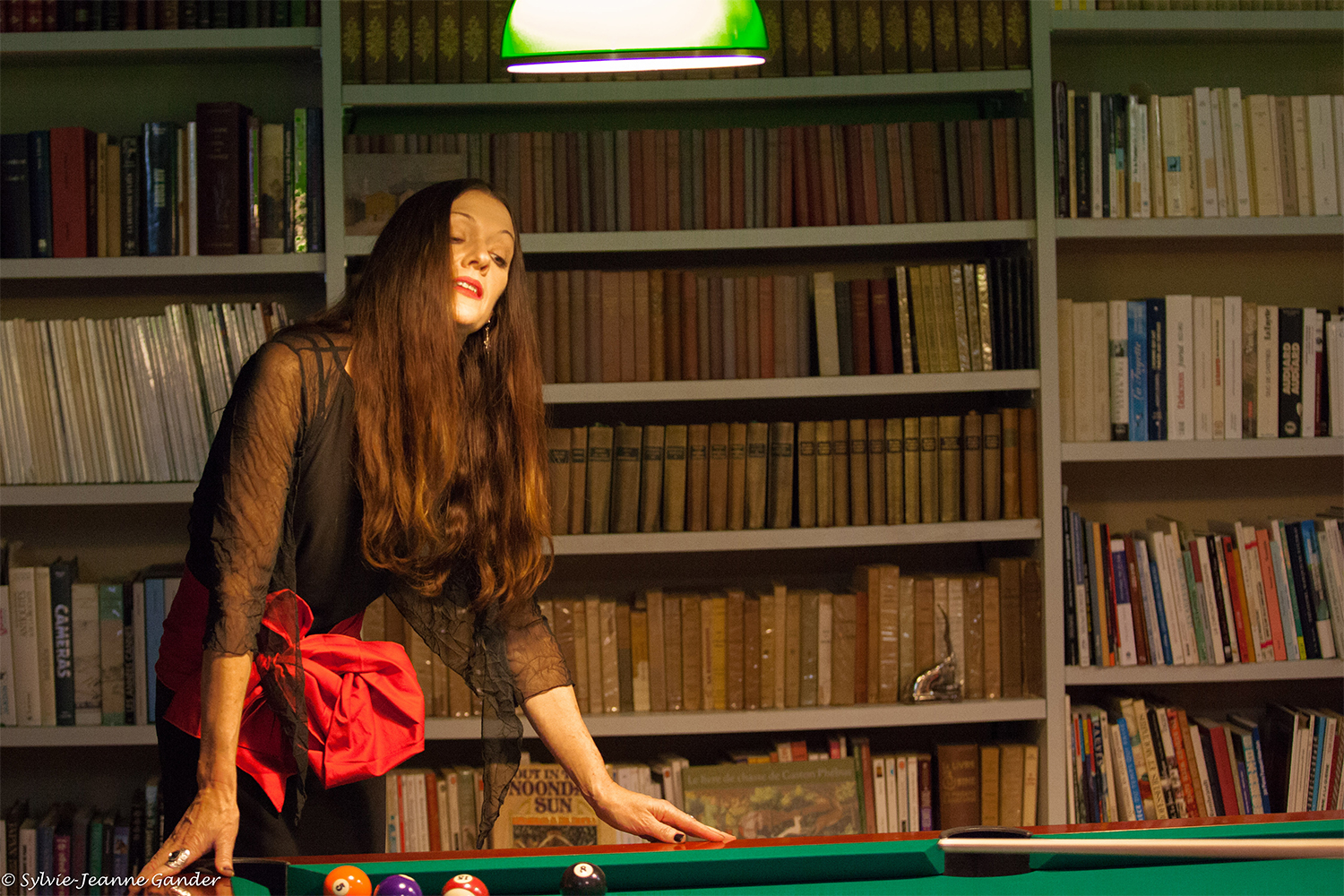
ルディ・シモン

ルディ・シモン は アスペルガー症候群に関する本の著者である。

## インタビュー及び出演
ニューヨーク・タイムズ、タイム、オーストラリア放送協会のインタビューを受けている。
ルディはイギリスの自閉症・アスペルガー症候群に関する会議で講義を行った。

## 出版書籍
著書は複数の言語に翻訳されている。
- アスペルガーのパートナーのいる女性が知っておくべき22の心得 (ジェシカ・キングスレー出版、2009年） ISBN 978-1-84905-803-2
- アスペルガーの女性がパートナーに知ってほしい22の心得 (ジェシカ・キングスレー出版、2012年） ISBN 978-1-84905-883-4
- Asperger's on the Job Must-have Advice for People with Asperger's or High Functioning Autism, and their Employers, Educators, and Advocates(フューチャー・ホライズンズ出版、2010年） ISBN 1935274090
- アスパーガール: アスペルガーの女性に力を (ジェシカ・キングスレー出版、2010年） ISBN 978-1-84905-826-1
- Orsath, an epic fantasy（2013年)
- The A-Z of ASDs: Aunt Aspie’s Guide to Life (ジェシカ・キングスレー出版、2016年）
- Sex and the Single Aspie（ジェシカ・キングスレー出版、2018年）Artemisiaの名前で執筆 ISBN 978-1-78592-530-6

Asperger's in Pink 及び The Aspie Teen Survival Guideの序文も執筆している。

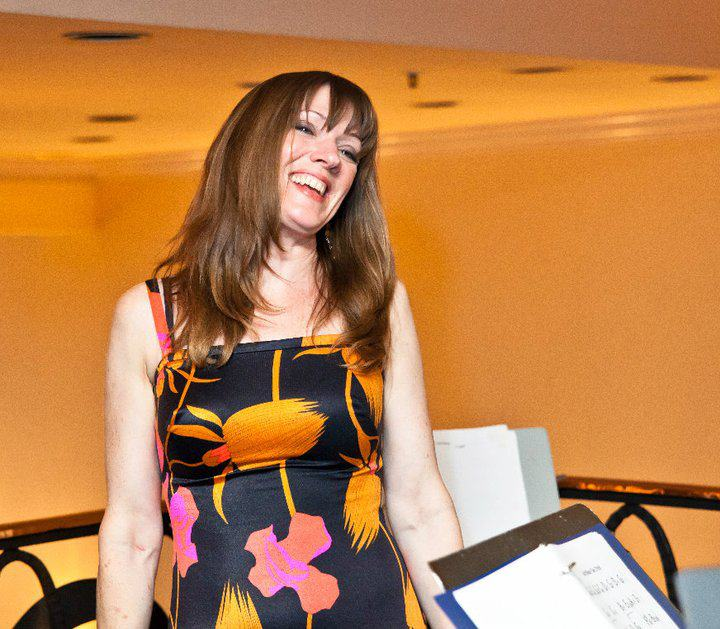
シモン 2012年

2011年シモンはタイムに、自分が住んでいた場所から500マイル以内で彼女の言うことを信じる医者を見つけられず、アスペルガーと自己診断したと語った。
2014年12月のブログでシモンは彼女の執筆と治療、食生活の変化により、彼女の症状は彼女がスペクトラム上の人として認定されると感じないほどまで軽減しているとつづった。 しかし、彼女は後に彼女がアスペルガーの人であり続けていることを認識し、最近ではフランスで自閉症の人々の治療法を改革するために活動している。
2016年8月12日、彼女はEveryday Aspieのウェブサイトでインタビューを行い、彼女の自己診断が正式に認められていないたこと、評価される必要性を感じていないことを説明した。
彼女は2017年に名前を変え、現在はArtemisiaのペンネームで出版している。

## 受賞
アスパーガール: アスペルガーの女性に力をは2011年にIndependent Publishers Groupから金賞を受賞、 Asperger's on the Job はForeWord誌の2010年の今年の本賞佳作を受賞した。